# فرانك ديفيد غريني
فرانك ديفيد غريني (بالإنجليزية: Frank David Greene)‏ هو بواق أمريكي، ولد في 21 أبريل 1963.